# Aeroportul Papa Westray
Aeroportul Papa Westray (IATA: PPW, ICAO: EGEP) este un aeroport din Orkney, Scoția, Regatul Unit ce deservește zona Papa Westray⁠(d). A fost numit după zona deservită.
Situat la o altitudine de 28 m, aeroportul dispune de 3 piste. Este operat de Orkney Islands Council⁠(d).

## Infrastructură

### Piste
Aeroportul dispune de 3 piste: 
- pista 04/22 din construction aggregate[*], cu dimensiunile 527 m × 18 m
- pista 18/36 din Iarbă, cu dimensiunile 325 m × 30 m
- pista 07/25 din construction aggregate[*], cu dimensiunile 293 m × 18 m